# Michel Christol
Michel Christol (25 d'octubre de 1942, Castèlnòu de Guers, França) és un historiador francès especialista en l'Antiguitat Romana i particularment en epigrafia.

## Formació i carrera universitària
Michel Christol estudià a Béziers i després a Montpeller. Fou alumne de Hans-Georg Pflaum, i consagrà la seva tesi a la crisi de l'Imperi Romà sota Valerià i Gal·liè. Dirigida primer per William Seston i després per Charles Pietri, la presentà sota la presidència d'André Chastagnol. Esdevingué professor a la Universitat de París-I el 1983, càrrec que ocupà fins a la seva jubilació el 2008.
A més de les seves funcions com a professor, Michel Christol fou director de les Publicacions de la Sorbona del 1989 al 2000 i també president de la revista Gallia.

## Obra
Com a investigador, és especialista en història política romana i concretament en les províncies de la Gàl·lia Narbonesa així com en les africanes (Mauretànies i Àfrica Proconsular). Gaudeix de gran reputació dins el món de l'epigrafia, sobretot en matèria d'onomàstica i prosopografia. També ha publicat treballs sobre el món dels antiquaris d'època moderna, en particular sobre l'activitat epigràfica de Jean-François Séguier (vegeu paràgraf "Principals publicacions ").
Com a autor de manuals, un d'ells coescrit amb Daniel Nony, ha estat constantment reeditat després del seu debut el 1974.
El 9 de gener del 2015 fou nomenat membre no-resident de l'Acadèmia de Nimes per Robert Chamboredon.

## Principals publicacions
- Rome des origines aux invasions barbares (amb Daniel Nony), Paris, Hachette, 1974 (la darrera edició, titulada Rome et son Empire, és de 2011)
- Cahiers de la Haute-Loire. Le trésor de Sanssac-l'Église et la circulation monétaire en Gaule, au début du règne de Valérien et de Gallien, 1977.
- Essai sur l'évolution des carrières sénatoriales dans la 2e moitié du IIIe s. ap. J.-C., Paris, Nouvelles Éditions latines, 1986, 354 p.
- Un castellum romain près d'Apamée de Phrygie (amb Thomas Drew-Bear), Viena, Osterreichische Akad. der Wissenschaften, Philosophisch-Hist. Kl., Denkschriften, 189. Band. Ergänzunsbande zu den Tituli Asiae Minoris, 12, 1987, 60 p.
- Studi sui procuratori delle due Mauretaniae (amb Andreina Magioncalda), Sassari, Pubblicazioni del Dipartimento di Storia dell'Univ. degli Studi di Sassari, 1989, 274 p.
- L'Empire romain du IIIe siècle. Histoire politique, 192-325 après J.-C., Paris, Errance, 1997, 288 p. (édition revue et complétée, Paris, 2006, 286 p.)
- La collection Séguier au Musée archéologique de Nîmes (amb Dominique Darde), Nîmes, Cahiers des musées et monuments n° 12, 2003, 96 p.
- Regards sur l'Afrique romaine, Paris, Errance, 2005, 305 p.
- Dissertation sur l'inscription de la Maison Carrée par Jean-François Séguier, Aix-en-Provence, Edisud, 2005, 160 p.
- Une histoire provinciale. La Gaule narbonnaise de la fin du IIe siècle av. J.-C. au IIIe siècle ap. J.-C., Paris, Publications de la Sorbonne, 2010, 700 p.